# Serhij Makarenko
Serhij Lawrentijowytsch Makarenko (ukrainisch Сергій Лаврентійович Макаренко; * 11. September 1937 in Krywyj Rih, Ukrainische SSR) ist ein ehemaliger sowjetischer Kanute aus der Ukraine.

## Karriere
Serhij Makarenko nahm an den Olympischen Spielen 1960 in Rom mit Leanid Hejschtar im Zweier-Canadier im Wettbewerb auf der 1000-Meter-Strecke teil. Die beiden gewannen ihren Vorlauf in 4:27,29 Minuten vor den Italienern Aldo Dezi und Francesco La Macchia, die knapp zwei Sekunden langsamer waren. Damit qualifizierten sie sich direkt für den Endlauf, den sie ebenfalls für sich entschieden. Sie überquerten nach 4:17,04 Minuten als Erste die Ziellinie, mit einem Vorsprung von 3,7 Sekunden vor Dezi und La Macchia. Dritte wurden die Ungarn Imre Farkas und András Törő, die weitere 0,1 Sekunden später ins Ziel kamen.
1961 gelang Makarenko mit Leanid Hejschtar in Posen bei den Europameisterschaften auf der 10.000-Meter-Distanz der Titelgewinn und wiederholte mit ihm auf dieser Strecke diesen Erfolg auch 1963 in Jajce. Der Wettbewerb in Jajce war gleichzeitig auch eine Weltmeisterschaft, sodass die beiden neben olympischem Gold und dem Europameistertitel auch gemeinsam Weltmeister wurden.